# Đo ván
Cú đo ván (hay nốc-ao, phiên âm từ knockout trong tiếng Anh - viết tắt KO) là một trong những tiêu chí để công nhận sự chiến thắng, luật này thường có trong các môn thể thao đối kháng, vận động mạnh như quyền Anh, các môn võ thuật như quyền Thái, Kickboxing... Đo ván xảy ra khi một (hay một số người) tham gia cuộc đấu không thể gượng dậy trong một khoảng thời gian nhất định, thường là vì bị mất sức, bị thương tích, mất thăng bằng... Đo ván thường do trọng tài của cuộc đấu tuyên bố (trong quyền Anh là sau khi đếm từ 1 đến 10). Trường hợp khác có thể do các bác sĩ, sau khi chẩn đoán võ sĩ và kết quả là anh ta không thể tiếp tục cuộc đấu, mặc dù anh ta không bị thất bại về kỹ thuật thi đấu.